# Cervera de los Montes
Cervera de los Montes é um município da Espanha na província de Toledo, comunidade autónoma de Castilla-La Mancha, de área 32 km² com população de 329 habitantes (2006) e densidade populacional de 11,23 hab/km².

## Demografia
| Variação demográfica do município entre 1991 e 2004 | Variação demográfica do município entre 1991 e 2004 | Variação demográfica do município entre 1991 e 2004 | Variação demográfica do município entre 1991 e 2004 |
| --------------------------------------------------- | --------------------------------------------------- | --------------------------------------------------- | --------------------------------------------------- |
| 1991                                                | 1996                                                | 2001                                                | 2004                                                |
| 441                                                 | 428                                                 | 383                                                 | 355                                                 |